# 大いなる旅路 (テレビドラマ)
『鉄道100年 大いなる旅路』（てつどうひゃくねん おおいなるたびじ）は、日本のテレビドラマ。1972年4月2日から同年10月15日まで、日本テレビ系列で放送された。
放送時間（JST）は日曜21:30 - 22:26だが、1972年10月1日以降は『NNNニューススポット』の枠拡大に伴い1分縮小され、22:25終了に変わった。

## 概要
日本の鉄道100年記念作品として作られた。鉄道建設から現在（1972年時点）にいたるまで、鉄道（国鉄が製作に協力していたので国鉄が中心だったが）に携わる人々の哀歓を描いた作品。明治初頭に機関士となる砂田慶吉とその女婿、久保田雄介の一家を中心に100年にわたる鉄道一族をさまざまな視点で描いたオムニバス的作品であった。

## 出演者
- 砂田慶吉：中尾彬
- 砂田美弥：光本幸子
- 砂田きよ：市原悦子
- 砂田鉄男：松山省二
- 中塚良助：竜雷太
- 相良新平：原田芳雄
- 井上勝：高橋幸治
- 大隈重信：内藤武敏
- およう：浜木綿子
- 久保田雄介：：河原崎長一郎→神山繁→進藤英太郎
- 久保田静：：鮎川いづみ→小畠絹子→小夜福子
- 久保田典子：梓英子→文野朋子
- 久保田猛：亀谷雅彦
- 岡部弘：山口崇→犬塚弘
- 岡部求：松山英太郎
- 岡部ひろみ：榊原るみ
- 砂田和恵：大原麗子
- 竹岡医師：山﨑努

ほか
※オムニバス作品ゆえ、出演者は毎回変わった。

## スタッフ
- 製作：増田善次郎
- 企画：山野井政則
- 脚本：井手雅人、猪又憲吾、松本昭典、田坂啓、竹内進、国弘威雄、下飯坂菊馬
- 撮影：横山実、萩原泉、中尾利太郎
- 照明：松下文雄、河野愛三、高橋勇
- 録音：八木多木之助、秋野能伸、米津次男、神保小四郎
- 美術：坂口武玄、木村威夫
- 編集：森下一男、井上治、辻井正則
- 助監督：大藤博司、横井洋
- 製作担当：長谷川朝次郎、中原淳巳、萩原常明
- 音楽：渡辺岳夫
- ナレーター：金内喜久夫
- 現像：東洋現像所
- 録音：アオイスタジオ
- 小道具：高津映画装飾
- 美粧：山田かつら
- 衣裳：第一衣裳
- プロデューサー：高木雅行、中井景、山田宗雄
- 監督：中川信夫、斉藤光正、番匠義彰、小沢啓一、池広一夫、手銭弘喜、三隅研次、富本壮吉
- 制作：バリアンツ

## 主題歌
オリジナル音源は、ポリドール・レコードより発売。
- 「大いなる旅路」（作詞：小椋佳　作曲：渡辺岳夫　編曲：小野崎孝輔　唄：小椋佳）
  - 1972年にポリドールレコードのヒット賞を受賞[1]。
  - 2007年にテレビアニメ『鉄子の旅』エンディングテーマとして起用され、SUPER BELL"Zがカバーした。
- 「この胸の高なりを」（作詞：小椋佳　作曲：青木望　編曲：青木望　唄：小椋佳）

## ネット局

### 同時ネット
日本テレビ-札幌テレビ-青森放送-秋田放送-山形放送-山梨放送-北日本放送-福井放送-読売テレビ-山口放送-四国放送-西日本放送（放送当時のエリアは香川県のみ）-高知放送-南海放送-福岡放送/テレビ大分（放送当時、フジテレビ系列・日本テレビ系列およびNET系列クロスネット局）、テレビ宮崎（フジテレビ系列・日本テレビ系列およびNET<現・テレビ朝日>系列クロスネット局）

### 放送日時差し替え
中京テレビ（放送当時、NET系列および日本テレビ系列クロスネット局）、広島テレビ（放送当時、日本テレビ系列およびフジテレビ系列クロスネット局）、テレビ長崎（放送当時、フジテレビ系列および日本テレビ系列クロスネット局）

## 放映リスト
| 話数 | サブタイトル         | 主なゲスト出演者    |
| ---- | -------------------- | ------------------- |
| 1    | 汽笛一声 その1       | 高橋幸治            |
| 2    | 汽笛一声 その2       |                     |
| 3    | 汽笛一声 その3       |                     |
| 4    | めぐりあい その1     | 松原智恵子          |
| 5    | めぐりあい その2     | 下元勉              |
| 6    | めぐりあい その3     |                     |
| 7    | さすらい その1       | 中村竹弥            |
| 8    | さすらい その2       | 藤竜也              |
| 9    | さすらい その3       |                     |
| 10   | いのちある日を その1 | 山田吾一            |
| 11   | いのちある日を その2 |                     |
| 12   | 展望車の女           | 加賀まりこ､荒木道子 |
| 13   | しのび逢い           | 加賀まりこ､山形勲   |
| 14   | 哀しい汽笛           | 加賀まりこ､珠めぐみ |
| 15   | 馬鹿ばやし           | ハナ肇､安田道代     |
| 16   | 蝉しぐれ             |                     |
| 17   | 名もなき花も         | 武原英子､藤田弓子   |
| 18   | ふるさと遠く         | 武原英子､森次浩司   |
| 19   | かえらぬ青春         |                     |
| 20   | 口紅                 |                     |
| 21   | 今日のいのちを       | 水野久美､橋本功     |
| 22   | 焦土の中から         |                     |
| 23   | 負けてたまるか       |                     |
| 24   | お星さまがとんだ     | 小松方正､花沢徳衛   |
| 25   | まごころ             | 南原宏治            |
| 26   | 家出の天使           | 長門裕之､藤岡麻里   |
| 27   | 出発進行             |                     |
| 28   | がんこ一代           |                     |
| 29   | ひとすじの道         | 竹脇無我            |

## その後
- 本作が終了後は、バラエティ番組『おかしなおかしな60分!』を半年弱放送、そして1973年4月1日からは時代劇『子連れ狼』（萬屋錦之介主演版第1部）を開始、以後1983年9月4日終了の『新 松平右近』まで10年半に渡って、途中で枠が21:00 - 21:55（→21:54）に変わりながら、時代劇が継続する。
- そして次にこの枠で非時代劇番組が放送されるのは、1985年4月14日開始の『刑事物語'85』からである。